# Рачибужки окръг
Рачибужки окръг (на полски: Powiat raciborski) е окръг в Южна Полша, Силезко войводство. Заема площ от 543,76 км2. Административен център е град Рачибуж.

## География
Окръгът се намира в историческата област Горна Силезия. Разположен е в югозападната част на войводството край границата с Чехия.

## Население
Населението на окръга възлиза на 110 085 души(2012). Гъстотата е 202 души/км2.

## Административно деление
Административно окръгът е разделен на 8 общини.
Градска община:
- Рачибуж

Градско-Селски общини:
- Община Кшановице
- Община Кужня Рачиборска

Селски общини:
- Община Корновац
- Община Кшижановице
- Община Нендза
- Община Петровице Велке
- Община Рудник

## Фотогалерия
- Рачибуж
- Кшановице